# Ritratto Trivulzio
Il Ritratto Trivulzio (Ritratto d'uomo) è un dipinto olio su tavola (37,4x29,5 cm) di Antonello da Messina, datato 1476 e conservato nel Museo civico d'arte antica di Torino.

## Storia
L'opera faceva parte dell'eredità Rinuccini, famiglia aristocratica fiorentina, passata nelle collezioni Trivulzio assieme ad altri grandi capolavori come la Madonna Trivulzio di Filippo Lippi o la Madonna col Bambino di Giovanni Bellini. 
Nel 1935 l'intera collezione del patrimonio Trivulzio fu oggetto di una delle più importanti transazioni commerciali di opere d'arte mai effettuate in Italia, che vide contrapposte l'amministrazione comunale di Milano e la città di Torino, che incaricò dell'affare il celebre antiquario torinese Pietro Accorsi. Tuttavia l'acquisizione che comprendeva svariati altri dipinti, marmi e oggetti d'arte suscitò il disappunto del governo Mussolini che bloccò la vendita. La collezione venne destinata alla città di Milano che la ripartì, a seconda della tipologia degli oggetti, tra le varie collezioni civiche A titolo di compensazione Torino ricevette soltanto il ritratto di Antonello da Messina, le Trés belles Heures de Notre Dame de Jean de Berry, miniate da Jan van Eyck e altri artisti fiamminghi, e una serie di rari smalti e vetri dorati e dipinti, databili dal XV al XVI secolo.

## Descrizione e stile
L'opera è uno dei migliori ritratti del pittore messinese, che, guardando alla pittura fiamminga, abbandonò l'impostazione allora dominante in Italia di ritrarre i soggetti di profilo, seguendo il modello umanistico derivato dalla medaglistica imperiale romana, in favore di figure ruotate di tre quarti nello spazio. Di derivazione fiamminga è anche lo sfondo scuro che non distoglie l'attenzione dello spettatore dal ritratto che non rimanda solamente alla fisionomia del committente, ma anche al carattere, infatti oltre all' aspetto viene fornito un quadro psicologico dell'uomo che in questo caso si pone fiero ed altero. Magnifico è anche l'uso virtuosistico della luce, che esalta ciascun materiale, e la presenza della cornice inferiore dove un cartiglio indica la firma e la data dell'opera.
Tipicamente italiana è invece l'esaltazione volumetrica della figura, che sembra essere fisicamente presente in uno spazio tridimensionale, abbinata a una straordinaria capacità di resa fisiognomica. Tipica di Antonello è poi l'indagine psicologica raffinata e sottile: lo sguardo del personaggio ritratto guarda infatti lo spettatore con intensità, con un'espressione di orgoglio e quasi di sfida, che instaura un inedito colloquio con chi osserva.
Il dipinto è stato oggetto nel 2009-2010 di un importante studio diagnostico e tecnico e di restauro che ne ha recuperato la leggibilità, da parte dell'Opificio delle Pietre Dure (ad opera di Roberto Bellucci, con la collaborazione di Ciro Castelli per il supporto ligneo; direzione di Marco Ciatti e Cecilia Frosinini).